# Bonne Nuit Papa
Bonne Nuit Papa ist ein deutscher Dokumentarfilm von Marina Kem. Der Film ist eine Co-Produktion mit NDR/Arte und wurde von der Filmförderung Hamburg Schleswig-Holstein, dem Kuratorium junger deutscher Film und der MFG Filmförderung gefördert. Die Premiere war bei den Nordischen Filmtagen Lübeck am 30. Oktober 2014. Der Kinostart war am 29. Januar 2015.

## Handlung
Dr. Ottara Kem hatte nie über seine kambodschanische Herkunft gesprochen. Auf Fragen reagierte er mit Schweigen. Seine Töchter hatten nur eine vage und spekulierte Vorstellung von seiner Vergangenheit. Doch was war das für ein Schweigen? Ein hilfloses? Ein ignorierendes? Ein schützendes oder ein fassungsloses Schweigen? Ohne Worte gewinnt jeder Blick, jedes Stirnrunzeln, Abwinken oder Lächeln an Bedeutung. Wie kann Nichtgesagtes einen Menschen trotzdem prägen? Wie kann sich eine nicht gelebte Kultur trotzdem weitergeben?
Er war 1965 zum Studieren in die DDR gekommen und dort geblieben. Erst auf dem Sterbebett sprach er von seiner Heimat und Familie. Er wünscht sich, in seiner Heimat begraben zu werden.
Die Tochter und Autorin zeichnet das Leben ihres Vaters nach. Sie lässt Zeitzeugen, Briefe und Fotos an seiner statt sprechen. Dabei gelangt sie immer tiefer in die Geschichte der Ideologiekriege der letzten 50 Jahre und erfährt, wie diese sich auf das Einzelschicksal ausgewirkt haben. Sie lernt aber auch ihre zweite, bisher unbekannte Herkunft und Kultur kennen. Auf der Suche nach dem Leben ihres Vaters findet sie eine neue Familie.

## Rezeption
Der Film erhielt von der Deutschen Film- und Medienbewertung (FBW) das Prädikat „besonders wertvoll“. In der Jurybegründung heißt es, der Regisseurin sei „ein berührendes Portrait ihres Vaters und der Zeit gelungen, das bei allen zwangsläufigen Auslassungen so umfassend wie möglich ist“. Sie erreiche damit „über das Persönliche hinaus eine allgemein gültige, menschliche Dimension, die dem Film seine Qualität gibt“. Der film-dienst meinte, „der durchgängige innere Monolog“ unterstreiche „den sehr persönlichen Ansatz der Filmemacherin“. Manfred Riepe von epd Film urteilte, dass Marina Kem „mit ihrer sensiblen Ergründung einer gebrochenen Biografie […] einen faszinierenden Bogen zwischen West und Ost sowie zwischen zwei Diktaturen“ spanne. Der Film sei „ein kleines filmisches Juwel“.

## Auszeichnungen
Bonne Nuit Papa gewann den Publikumspreis 2015 beim Festival „Der Neue Heimatfilm“ in Freistadt, Oberösterreich.